# Чемпионат России по лёгкой атлетике в помещении 2014
Чемпионат России по лёгкой атлетике в помещении 2014 года прошёл 17—19 февраля в Москве в манеже ЛФК «ЦСКА». Соревнования являлись отборочными в сборную России на чемпионат мира в помещении, прошедший 7—9 марта в польском Сопоте. В чемпионате приняли участие 970 спортсменов (578 мужчин и 392 женщины) из 64 регионов России. В рамках турнира также состоялось Первенство России среди молодёжи 1992—94 г.р. На протяжении 3 дней было разыграно 26 комплектов медалей.
Зимой 2014 года также были проведены чемпионаты России в отдельных дисциплинах лёгкой атлетики:
- 14—15 февраля — чемпионат России по бегу на 100 км (Москва)
- 14—16 февраля — чемпионат России по многоборьям в помещении (Новочебоксарск)

## Соревнования
Впервые за 15 лет в рамках чемпионата не разыгрывались медали в эстафетном беге. В последний раз программа главного зимнего старта страны состояла только из индивидуальных дисциплин в 1999 году. Другое изменение по сравнению с чемпионатом 2013 года касалось исключения бега на 2000 метров с препятствиями. Однако даже несмотря на урезанную программу, количество участников соревнований оказалось одним из самых больших в истории (во многом это объяснялось совмещением взрослого и молодёжного первенств).
Новый рекорд России среди юниоров (до 20 лет) в прыжке с шестом у женщин установила Алёна Лутковская — 4,50 м. Этого результата ей хватило, чтобы завоевать бронзовую медаль. А чемпионкой с новым личным рекордом стала третья призёрка чемпионата Европы в помещении 2013 года Анжелика Сидорова, взявшая высоту 4,72 м.
В беге на 5000 метров у женщин лучший результат сезона в мире установила победительница Алла Кулятина, сбросившая со своего личного рекорда около минуты — 15.30,52. Золото на этой же дистанции у мужчин ожидаемо разыграли братья Рыбаковы: в этот раз на мгновения быстрее оказался Анатолий, показавший лучший результат в своей карьере и в истории чемпионатов России в помещении (13.44,21). Личное достижение и на счету Евгения — 13.44,70.
Высокие результаты показали участники мужского финала на дистанции 800 метров. С первых метров забег возглавил Степан Поистогов и больше не упускал лидерства до самой финишной линии. Эта тактика позволила ему установить личный рекорд (1.46,53), а также выполнить норматив на чемпионат мира в помещении.
Уже по итогам предварительных забегов рейтинг-лист мирового сезона в беге на 400 метров среди женщин с временем 51,06 возглавила Ксения Рыжова. В финале ей даже удалось улучшить этот результат и довести его до 51,03, несмотря на отсутствие серьёзной конкуренции.

## Медалисты

### Мужчины
| Дисциплина       | Золото                                            | Золото      | Серебро                                                  | Серебро     | Бронза                                                 | Бронза      |
| ---------------- | ------------------------------------------------- | ----------- | -------------------------------------------------------- | ----------- | ------------------------------------------------------ | ----------- |
| 60 м             | Михаил Идрисов Иркутская область                  | 6,67        | Александр Бреднев Краснодарский край Ульяновская область | 6,68        | Даниил Коваленко Самарская область                     | 6,69        |
| 200 м            | Вячеслав Колесниченко Волгоградская область       | 21,23       | Дмитрий Фалёв Архангельская область                      | 21,25       | Валентин Морозов Москва Хабаровский край               | 21,29       |
| 400 м            | Лев Мосин Свердловская область                    | 46,32       | Александр Хютте Санкт-Петербург Карелия                  | 46,56       | Денис Кудрявцев Тюменская область Челябинская область  | 47,15       |
| 800 м            | Степан Поистогов Москва Свердловская область      | 1.46,53     | Иван Нестеров Свердловская область                       | 1.47,18     | Данил Стрельников Башкортостан                         | 1.47,67     |
| 1500 м           | Валентин Смирнов Санкт-Петербург                  | 3.41,65     | Антон Пинкус Пермский край                               | 3.41,67     | Егор Николаев Свердловская область Башкортостан        | 3.42,07     |
| 3000 м           | Ринас Ахмадеев Татарстан                          | 7.59,81     | Андрей Минжулин Свердловская область                     | 8.00,89     | Алексей Попов Воронежская область                      | 8.01,04     |
| 5000 м           | Анатолий Рыбаков Кемеровская область              | 13.44,21    | Евгений Рыбаков Кемеровская область                      | 13.44,70    | Юрий Чечун Самарская область                           | 13.53,81    |
| 60 м с барьерами | Сергей Шубенков Краснодарский край Алтайский край | 7,55        | Константин Шабанов Москва Псковская область              | 7,64        | Алексей Дрёмин Челябинская область Алтайский край      | 7,70        |
| Прыжок в высоту  | Даниил Цыплаков [a] Хабаровский край              | 2,34 м [a]  | Сергей Мудров [a] Москва Ивановская область              | 2,32 м [a]  | Алексей Дмитрик [a] Краснодарский край Санкт-Петербург | 2,32 м [a]  |
| Прыжок с шестом  | Илья Мудров Ярославская область                   | 5,60 м      | Дмитрий Соколов Челябинская область                      | 5,50 м      | не вручалась                                           |             |
| Прыжок с шестом  | Илья Мудров Ярославская область                   | 5,60 м      | Александр Грипич Краснодарский край                      | 5,50 м      | не вручалась                                           |             |
| Прыжок с шестом  | Илья Мудров Ярославская область                   | 5,60 м      | Артём Буря Волгоградская область                         | 5,50 м      | не вручалась                                           |             |
| Прыжок в длину   | Павел Шалин Москва Липецкая область               | 8,08 м      | Александр Петров Москва Брянская область                 | 7,86 м      | Василий Копейкин Москва Нижегородская область          | 7,82 м      |
| Тройной прыжок   | Дмитрий Сорокин [a] Хабаровский край              | 16,74 м [a] | Игорь Спасовходский [a] Москва                           | 16,63 м [a] | Дмитрий Колосов [a] Москва                             | 16,47 м [a] |
| Толкание ядра    | Максим Сидоров Московская область                 | 20,78 м     | Александр Лесной Краснодарский край                      | 20,51 м     | Валерий Кокоев Москва Северная Осетия                  | 20,34 м     |

a  1 февраля 2019 года стало известно, что Спортивный арбитражный суд на основании доклада Макларена и показаний Григория Родченкова признал 12 российских легкоатлетов виновными в нарушении антидопинговых правил. Среди них оказались прыгун в высоту Иван Ухов и специалист тройного прыжка Люкман Адамс. Результаты Ухова с 16 июля 2012 года по 31 декабря 2015 года были аннулированы, в том числе первое место на зимнем чемпионате России — 2014 с результатом 2,38 м. У Адамса были аннулированы выступления с 16 июля 2012 года по 14 сентября 2014 года, в том числе первое место на зимнем чемпионате России — 2014 с результатом 16,97 м.

### Женщины
| Дисциплина       | Золото                                             | Золото      | Серебро                                                 | Серебро     | Бронза                                                       | Бронза      |
| ---------------- | -------------------------------------------------- | ----------- | ------------------------------------------------------- | ----------- | ------------------------------------------------------------ | ----------- |
| 60 м             | Екатерина Вороненкова Москва Калужская область     | 7,36        | Марина Пантелеева Москва Липецкая область               | 7,37        | Анастасия Григорьева Санкт-Петербург                         | 7,38        |
| 200 м            | Екатерина Вуколова Москва Ульяновская область      | 23,60       | Карина Трипутень Санкт-Петербург                        | 23,91       | Наталья Шишкова Пензенская область                           | 24,00       |
| 400 м            | Ксения Рыжова Московская область Липецкая область  | 51,03       | Ирина Давыдова Москва Московская область                | 52,51       | Алёна Тамкова Московская область Свердловская область        | 52,86       |
| 800 м            | Анна Щагина Москва                                 | 2.01,29     | Екатерина Купина Курская область                        | 2.01,46     | Елена Кобелева [b] Новосибирская область                     | 2.02,89 [b] |
| 1500 м           | Наталья Аристархова [b] Красноярский край          | 4.12,51 [b] | Анна Щагина [b] Москва                                  | 4.14,42 [b] | Анна Балакшина [b] Москва                                    | 4.15,64 [b] |
| 3000 м           | Елена Коробкина Москва Липецкая область            | 8.51,48     | Наталья Аристархова Красноярский край                   | 8.57,03     | Гульшат Фазлитдинова [c] Московская область Башкортостан     | 9.11,01 [c] |
| 5000 м           | Алла Кулятина Новосибирская область                | 15.30,52    | Елена Наговицына Чувашия Удмуртия                       | 15.33,68    | Юлия Чиженко Московская область Санкт-Петербург              | 15.37,76    |
| 60 м с барьерами | Екатерина Воронкова [d] Красноярский край          | 8,17 [d]    | Александра Антонова [d] Москва                          | 8,23 [d]    | Светлана Топилина [d] Кемеровская область Московская область | 8,23 [d]    |
| Прыжок в высоту  | Мария Кучина Московская область Кабардино-Балкария | 1,94 м      | Ирина Гордеева Краснодарский край Санкт-Петербург       | 1,90 м      | Оксана Краснокутская Краснодарский край Санкт-Петербург      | 1,90 м      |
| Прыжок с шестом  | Анжелика Сидорова Москва                           | 4,72 м      | Людмила Ерёмина Иркутская область                       | 4,56 м      | Алёна Лутковская Иркутская область                           | 4,50 м      |
| Прыжок в длину   | Светлана Бирюкова Москва Санкт-Петербург           | 6,87 м      | Дарья Клишина Москва Тверская область                   | 6,67 м      | Юлия Пидлужная [e] Свердловская область                      | 6,43 м [e]  |
| Тройной прыжок   | Вероника Мосина Санкт-Петербург                    | 14,06 м     | Алсу Муртазина Татарстан                                | 13,98 м     | Ирина Косько Санкт-Петербург Волгоградская область           | 13,96 м     |
| Толкание ядра    | Ирина Тарасова [f] Москва Ростовская область       | 18,31 м [f] | Анна Омарова [f] Ставропольский край Московская область | 17,12 м [f] | Ирина Кириченко [f] Иркутская область                        | 16,98 м [f] |

b  20 декабря 2017 года Спортивный арбитражный суд дисквалифицировал на 2,5 года российскую бегунью на средние дистанции Светлана Карамашеву. На основании отклонений в её биологическом паспорте крови был сделан вывод о применении спортсменкой допинга. Все выступления Карамашевой с 14 июля 2012 года по 6 августа 2014 года были аннулированы, в том числе третье место в беге на 800 метров (2.01,64) и первое место в беге на 1500 метров (4.11,46) на зимнем чемпионате России 2014 года.

c  27 января 2016 года ИААФ сообщила о допинговой дисквалификации бегуньи на средние дистанции Светланы Киреевой на основании показателей биологического паспорта. Спортсменка была дисквалифицирована на 2 года, а её результаты с 26 июня 2012 года — аннулированы, в том числе третье место на чемпионате России в помещении 2014 года в беге на 3000 метров с результатом 9.08,34.

d  1 февраля 2019 года стало известно, что Спортивный арбитражный суд на основании доклада Макларена и показаний Григория Родченкова признал 12 российских легкоатлетов виновными в нарушении антидопинговых правил. Среди них оказались специалистки барьерного спринта Юлия Кондакова и Екатерина Галицкая. Их результаты на зимнем чемпионате России 2014 года были аннулированы: первое место Галицкой (7,93) и второе место Кондаковой (8,04) на дистанции 60 метров с барьерами.

e  1 февраля 2017 года Всероссийская федерация лёгкой атлетики сообщила о дисквалификации на 2 года прыгуньи в длину Ольги Кучеренко. Её допинг-проба с чемпионата мира 2011 года оказалась положительной. Все результаты спортсменки с 28 августа 2011 года были аннулированы, в том числе третье место на чемпионате России в помещении 2014 года с результатом 6,48 м.

f  19 апреля 2017 года Всероссийская федерация лёгкой атлетики сообщила о дисквалификации на 2 года толкательницы ядра Евгении Колодко. Её допинг-проба, взятая на Олимпийских играх 2012 года, дала положительный результат на дегидрохлорметилтестостерон. Результаты спортсменки с 6 августа 2012 года по 5 августа 2014 года были аннулированы, в том числе первое место на чемпионате России в помещении — 2014 с результатом 18,88 м.

## Чемпионат России по бегу на 100 км
Чемпионат России по бегу на 100 километров прошёл 14—15 февраля в Москве в легкоатлетическом манеже спорткомплекса «Крылатское». Соревнования прошли в рамках XIV сверхмарафона «Ночь Москвы» — Кубка Пассаторе по 6-часовому бегу. В соответствии с регламентом дистанцию 100 км могли закончить только те участники, кто после 6 часов бега преодолел более 70 км. До финиша в итоге добрались только 3 женщины и 5 мужчин. Чемпионом среди мужчин стал дебютант бега на 100 км Вадим Шарков, опередивший ближайшего преследователя почти на 1 час. В женском забеге победила Надежда Шиханова, обошедшая бессменного лидера забега Юлию Хазову только за 10 километров до финиша.

### Мужчины
| Дисциплина | Золото                        | Золото  | Серебро                   | Серебро | Бронза                              | Бронза  |
| ---------- | ----------------------------- | ------- | ------------------------- | ------- | ----------------------------------- | ------- |
| 100 км     | Вадим Шарков Хабаровский край | 6:56.52 | Владимир Бурзак Татарстан | 7:56.32 | Владислав Макаров Кировская область | 7:59.57 |

### Женщины
| Дисциплина | Золото                             | Золото  | Серебро                         | Серебро | Бронза                           | Бронза  |
| ---------- | ---------------------------------- | ------- | ------------------------------- | ------- | -------------------------------- | ------- |
| 100 км     | Надежда Шиханова Кировская область | 7:56.49 | Юлия Хазова Ярославская область | 8:09.03 | Саргылана Неустроева Саха−Якутия | 8:40.02 |

## Чемпионат России по многоборьям
Чемпионы страны в мужском семиборье и женском пятиборье определились 14—16 февраля 2014 года в Новочебоксарске в манеже СДЮСШОР № 3. Все три призёра у мужчин установили личные рекорды. 21-летний Павел Руднев впервые завоевал титул чемпиона страны и показал четвёртый результат сезона в мире (6022 очка).

### Мужчины
| Дисциплина | Золото                          | Золото    | Серебро                           | Серебро    | Бронза                                                    | Бронза     |
| ---------- | ------------------------------- | --------- | --------------------------------- | ---------- | --------------------------------------------------------- | ---------- |
| Семиборье  | Павел Руднев Ростовская область | 6022 очка | Максим Файзулин Тюменская область | 5905 очков | Евгений Саранцев Краснодарский край Волгоградская область | 5856 очков |

### Женщины
| Дисциплина | Золото                                                | Золото    | Серебро                                  | Серебро    | Бронза                                | Бронза     |
| ---------- | ----------------------------------------------------- | --------- | ---------------------------------------- | ---------- | ------------------------------------- | ---------- |
| Пятиборье  | Александра Бутвина Ростовская область Санкт-Петербург | 4392 очка | Яна Пантелеева Москва Смоленская область | 4240 очков | Кристина Полтавец Кемеровская область | 4228 очков |

## Состав сборной России для участия в чемпионате мира
По итогам чемпионата и с учётом выполнения необходимых нормативов, в состав сборной для участия в чемпионате мира в помещении в польском Сопоте вошли:
Мужчины
Эстафета 4х400 м: Лев Мосин, Александр Хютте, Денис Кудрявцев, Владимир Краснов, Константин Петряшов.

800 м: Степан Поистогов.

60 м с барьерами: Сергей Шубенков, Константин Шабанов.

Прыжок в высоту: Иван Ухов, Даниил Цыплаков.

Прыжок в длину: Александр Меньков — имел освобождение от отбора.

Тройной прыжок: Люкман Адамс.

Толкание ядра: Максим Сидоров, Александр Лесной.
Женщины
400 м: Ксения Рыжова.

Эстафета 4х400 м: Ксения Рыжова, Ирина Давыдова, Алёна Тамкова, Юлия Терехова, Ольга Товарнова, Наталья Назарова.

800 м: Анна Щагина, Екатерина Купина.

1500 м: Светлана Карамашева, Елена Коробкина.

3000 м: Наталья Аристархова.

60 м с барьерами: Екатерина Галицкая, Юлия Кондакова.

Прыжок в высоту: Мария Кучина, Ирина Гордеева.

Прыжок с шестом: Анжелика Сидорова, Анастасия Савченко.

Прыжок в длину: Дарья Клишина.

Тройной прыжок: Екатерина Конева — имела освобождение от отбора, Вероника Мосина.

Толкание ядра: Евгения Колодко, Ирина Тарасова.